# Политическое движение социал-демократов
Политическое движение социал-демократов (болг. Политическо Движение Социалдемократи) — политическая партия в Болгарии (сокращённо ПДСД (болг. ПДСД)). Основана 19 июля 2001 года.
На парламентских выборах 2001 года входила в состав «Коалиции за Болгарию», получившей 48 из 240 мест в Народном собрании. Принимала активное участие в выборах 2005 года и на местных выборах 2007 года, партии удалось получить некоторое количество постов кметов на местных выборах.
На парламентских выборах в ноябре 2021 года была одним из учредителей блока Продолжаем перемены.